# Marthozite
La marthozite è un minerale.